# Joseph Julien Momasso
Joseph Julien Momasso (ur. 9 grudnia 1985 w Duali) – kameruński piłkarz grający na pozycji lewego pomocnika. W swojej karierze rozegrał 5 meczów i strzelił 1 gola w reprezentacji Kamerunu.

## Kariera klubowa
Swoją karierę piłkarską Momasso rozpoczął w klubie Aigle Royal Menoua. W sezonie 2005 zadebiutował w jego barwach w pierwszej lidze kameruńskiej. W debiutanckim sezonie wywalczył z nim wicemistrzostwo Kamerunu. W latach 2017–2013 występował w Les Astres FC, z którym trzykrotnie został wicemistrzem kraju w sezonach 2009/2010, 2010/2011 i 2013. W sezonie 2013/2014 występował w tunezyjskim Club Sportif Sfaxien, a w sezonie 2014/2015 w marokańskim KAC Kénitra. W 2016 roku był piłkarzem New Star FC, a w 2017 - UMS de Loum, w którym zakończył karierę.

## Kariera reprezentacyjna
W reprezentacji Kamerunu Momasso zadebiutował 24 sierpnia 2012 w zremisowanym 2:2 towarzyskim meczu z Syrią, rozegranym w Delhi. W kadrze narodowej rozegrał 5 spotkań, wszystkie w 2012 i strzelił w nich 1 gola.